# Кісеїк
Кісеї́к (рос. Кисеик) — присілок у складі Кігинського району Башкортостану, Росія. Входить до складу Леузинської сільської ради.
Населення — 2 особи (2010; 8 в 2002).
Національний склад:
- росіяни — 100 %